# E-Prix de Ciudad del Cabo
El e-Prix de Ciudad del Cabo será una carrera de automovilismo válida para el Campeonato Mundial de Fórmula E, que se espera disputar en el Circuito callejero de Ciudad del Cabo, en Ciudad del Cabo, Sudáfrica.

## Historia
El e-Prix fue anunciado como parte del calendario 2021-22, transformándose en la única carrera que iba a tener la categoría eléctrica en el continente africano, sin embargo, debido a problemas en los permisos necesarios para la realización del e-Prix, este fue reemplazado con una cita doble en Berlín, añadiendo una carrera a la que tenía previo a la caída del e-Prix sudafricano, se pensó que finalmente la carrera no se llevaría a cabo pese al anunció de un circuito que recorrería la zona del estadio Green Point, utilizado para el Mundial 2010, pero el 19 de octubre del año 2022, se incluyó al calendario entre los también debutantes e-Prix de Hyderabad en India y São Paulo en Brasil.

## Ganadores
| Edición | Piloto                 | Equipo  | Circuito        | Resultados |
| ------- | ---------------------- | ------- | --------------- | ---------- |
| 2022-23 | António Félix da Costa | Porsche | Ciudad del Cabo | Resultados |